# Ledrinae
Sous-famille
Les Ledrinae sont une sous-famille d'insectes de l'ordre des Hémiptères (les Hémiptères sont caractérisés par leurs deux paires d'ailes dont l'une, en partie cornée, est transformée en hémiélytre) et selon les normes taxonomiques récentes, du sous-ordre des Auchenorrhyncha.
Ces insectes communément appelés cicadelles, sont des insectes sauteurs et piqueurs et ils se nourrissent de la sève des végétaux grâce à leur rostre.

## Liste des genres, classés par tribus
- tribu des Ledrini
  - Beniledra
  - Cololedra
  - Ledra
  - Ledromorpha
  - Ledropsella
  - Porcorhinus
- tribu des Petalocephalini
  - Afrorubria
  - Bascarrhinus
  - Betsileonas
  - Confusius
  - Dusuna
  - Epiclinata
  - Ezrana
  - Hangklipia
  - Jukaruka
  - Ledropsis
  - Neotituria
  - Parapetalocephala
  - Petalocephala
  - Platyhynna
  - Platyledra
  - Proranus
  - Rubria
  - Stenoledra
  - Thlasia
  - Titiella
  - Tituria
- tribu des Stenocotini
  - Stenocotis
- tribu des Thymbrini
  - Funkikonia
  - Macroceps
  - Thymbris
- tribu des Xerophloeini
  - Xedreota
  - Xerophloea
- Ledrinae incertae sedis
  - Clinonana
  - Hespenedra
  - Sichaea